# Juarez Távora
Juarez Távora is een gemeente in de Braziliaanse deelstaat Paraíba. De gemeente telt 7.603 inwoners (schatting 2009).
De gemeente grenst aan Alagoa Grande, Gurinhém, Serra Redonda, Ingá en Mogeiro.